# 天聖炭鉱線
天聖炭鉱線（チョンソンタングァンせん）は、朝鮮民主主義人民共和国平安南道殷山郡にある新倉駅から天聖駅までを結ぶ鉄道路線である。

## 路線データ
- 路線距離：新倉～天聖間9.2km
- 駅数：3（両端駅を含む）
- 軌間：1435mm
- 電化区間：全線（直流3000V）
- 複線区間：なし

## 駅一覧
- 駅所在地は全線平安南道殷山郡内。

| 駅名     | 駅名     | 駅名      | 駅間キロ (km) | 累計キロ (km) | 接続路線               |
| 日本語   | 朝鮮語   | 英語      | 駅間キロ (km) | 累計キロ (km) | 接続路線               |
| -------- | -------- | --------- | ------------- | ------------- | ---------------------- |
| 新倉駅   | 신창역   | Sinch'ang | 0.0           | 0.0           | 北朝鮮鉄道省：平羅線   |
| 望日里駅 | 망일리역 | Mangil-li | 7.5           | 7.5           | 北朝鮮鉄道省：首陽支線 |
| 天聖駅   | 천성역   | Ch'ŏnsŏng | 1.7           | 9.2           |                        |

## 参考資料
- 国分隼人（2007年）. 『将軍様の鉄道 北朝鮮鉄道事情』, 新潮社. ISBN 9784103037316